# Summit policing

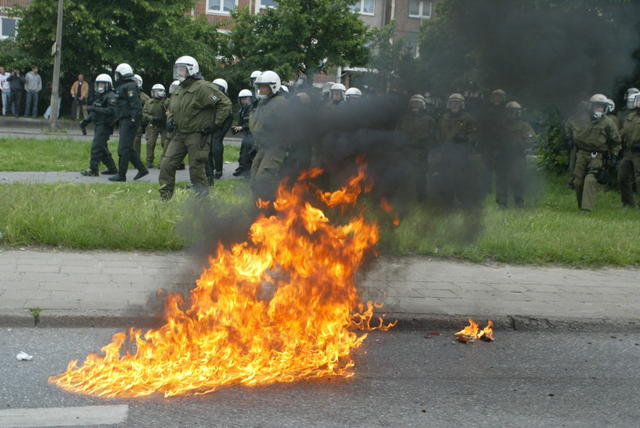
Einsatz eines Molotowcocktails gegen Polizeieinheiten beim G8-Gipfel in Heiligendamm 2007

Summit policing (englisch etwa: „polizeiliches Management der Proteste gegen Gipfelveranstaltungen“) ist eine polizeiliche Taktik für größere Einsätze bei Demonstrationen, Protestveranstaltungen, Straßenschlachten und Blockaden, die im Gegensatz zu dem seit den 1970er Jahren vorherrschenden sogenannten Negotiated management (englisch etwa: „Managemement der Veranstaltung durch Verhandlung“) steht und eher auf Repression und Militarisierung setzt. Da die Polizei aber auch präventiv auftritt, handelt es sich um eine doppelfunktionale Maßnahme.
Seit etwa 2003 bzw. nach den Protesten gegen den Gipfel der Asiatisch-Pazifischen Wirtschaftsgemeinschaft 1997 in Vancouver und der sogenannten Schlacht von Seattle 1999, bei der Globalisierungskritiker die geplante Ministerkonferenz der Wirtschafts- und Handelsminister der WTO verhinderten, wurde insbesondere bei größeren Demonstrationen und Protestveranstaltungen gegen Gipfelveranstaltungen internationaler Institutionen das polizeiliche Konzept des Negotiated management von dem des Summit policing abgelöst, das, vor allem in den Vereinigten Staaten, auch als Command and control oder Strategic incapacitation (englisch etwa: „strategische Schwächung“) bezeichnet wird.
Es übersteigt traditionelle Vorstellungen der Polizeiarbeit bei Protesten, setzt auf Militarisierung, die Durchsetzung des Strafrechts und wird als Reaktion auf ein neues Handlungsrepertoire von bisher nicht bekannten Demonstrantengruppen beschrieben. Strategic incapacitation ist eine teilweise Rückkehr zum früheren Polizeistil der escalated force (englisch eskalierte Gewalt) der späten 1960er Jahre. In den USA werden den Rechten des First Amendment geringere Priorität zugewiesen und Festnahmen sowie die Anwendung von Gewalt gelten nicht mehr als letztes Mittel. Mit weniger bekannten und stärker störenden Aktivisten wird auch weniger kommuniziert, sie werden eher festgenommen und polizeilicher Gewalt ausgesetzt. Summit policing kann insofern sowohl als staatliche Einflussnahme auf das Image der Aktivisten als auch als Angriff auf politische und Bürgerrechte aufgefasst werden.

## Entwicklung
Der Soziologe Peter Ullrich konstatierte 2012, dass es seit den 1960er Jahren zunächst zu einer „Zivilisierung“ des Umgangs der Polizei mit Protesten gekommen sei. Der Respekt der Polizei für demokratische Rechte sei gestiegen, geringfügige Gesetzesübertretungen seien toleriert worden, um die jeweilige Gesamtsituation in einem pragmatischen Sinne zu entschärfen. Protestforscher wie Donatella della Porta, die sich mit dem protest policing beschäftigten, hätten jedoch seit etwa 2000 die Befürchtung einer „autoritär-repressiven Wende“ geäußert. In diesem Wandel sei „nach Jahrzehnten der Pazifizierung des polizeilichen Umgangs mit Protest“ nun „eine neue Tendenz repressiven Umgangs mit Protestierenden“ zu erkennen. Sie sei seit „Seattle“ und dem G8-Gipfel in Genua 2001, bei dem der Demonstrant Carlo Giuliani erschossen wurde, zu beobachten. Bei den zugrundeliegenden Thematiken handele es sich um solche der Umweltschutzbewegung und jene, die wie die Kritik an Kapitalismus, Austeritätspolitik oder Globalisierung einen Zusammenhang zur Finanzkrise ab 2007 beziehungsweise zur Eurokrise aufweisen.

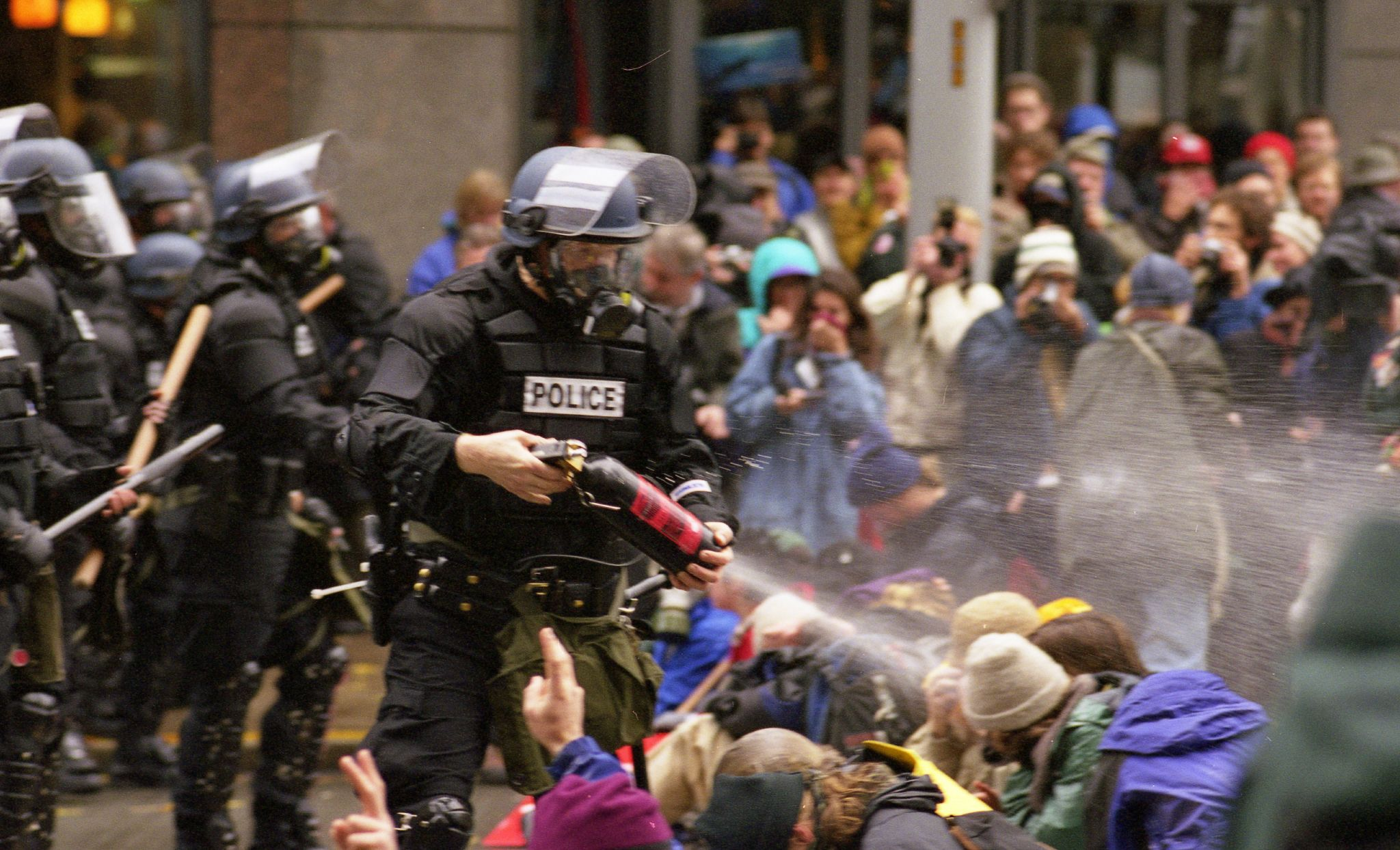
Einsatz von Pfefferspray als „weniger tödliche Waffe“ in Seattle am 30. November 1999

Das Aufkommen der Antiglobalisierungsbewegung zeigte sich seit Ende der 1990er Jahre in einer neuen, transnationalen Protestwelle, die speziell auf internationale Gipfelveranstaltungen etwa der Welthandelsorganisation, der Weltbank, des Internationalen Währungsfonds und der Gruppen der G7, G8 und G20 abzielte. Deren Aktivitäten werden als Verlagerung nationaler Entscheidungen auf supranationale Organisationen wahrgenommen und kritisiert. Die staatliche Antwort bestand in einem neuen polizeilichen Muster und zwar mit der Einrichtung sogenannter „roter Zonen“, der vermehrten Ausstattung mit nichttödlichen Waffen, der Einrichtung von Datenbanken über reisende Demonstranten, dem Einsatz von Spezialeinheiten zur Aufstandsbekämpfung und auch des Militärs solchen Protesten wirkungsvoll entgegenzutreten.
Das polizeiliche Management von Protesten differiert zwischen Kontinenten und Ländern, es ist von der jeweiligen Rechtsordnung abhängig. Proteste gegen Gipfeltreffen kommen von verschiedenen nationalen und regionalen (Antiglobalisierungs-)Gruppierungen, die von den Polizeieinheiten auch unterschiedlich behandelt werden, wobei ein entscheidender Faktor die Institutionalisierung der Protestgruppen zu sein scheint. So werden Gewerkschaften unter Umständen anders behandelt als unorganisierte Gruppen. Unterschiede im polizeilichen Handeln können u. a. auch in der Erfahrung und Organisationskultur und -struktur der Polizeieinheiten, und der politischen Kultur des betreffenden Landes begründet sein. Der Umgang der Polizei mit Protesten ist ein wichtiges Thema, wenn man die Beziehung zwischen sozialen Bewegungen und dem Staat verstehen will, da die Polizisten als Repräsentanten des Staates wahrgenommen werden, ihr Handeln die Wahrnehmung der Regierenden in den Augen der Protestierenden bestimmt und andererseits Protestwellen auch auf die Polizei zurückwirken.

## Polizeiliche Maßnahmen

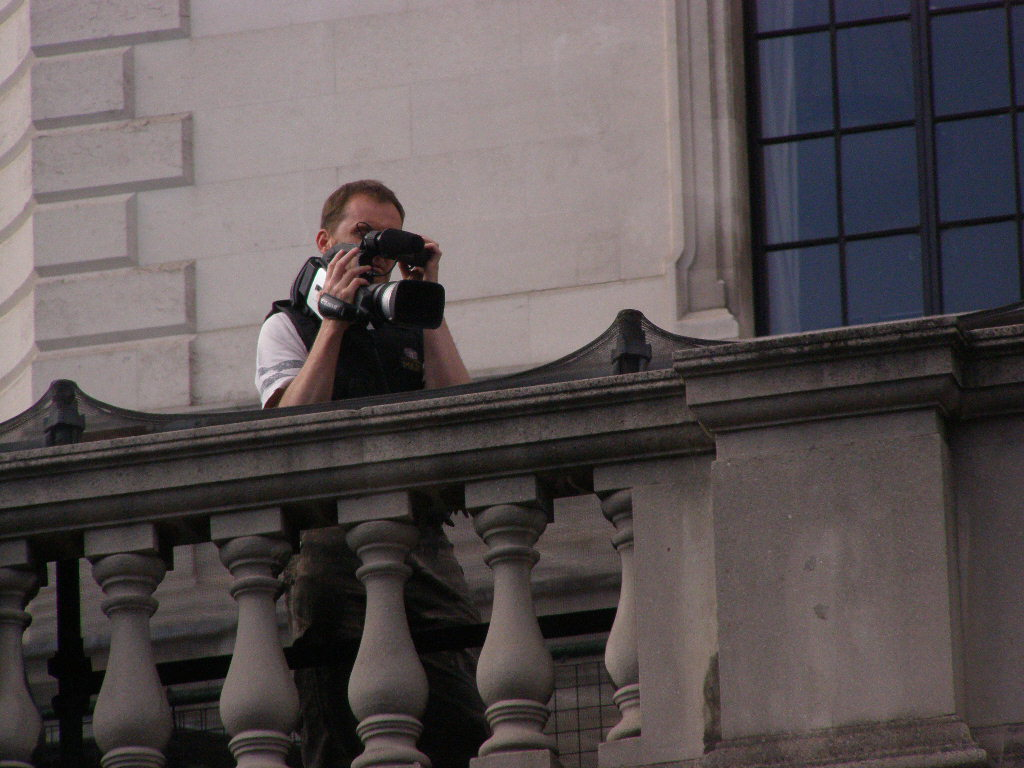
Videoüberwachung beim G-20 Summit on Financial Markets and the World Economy 2009 in London

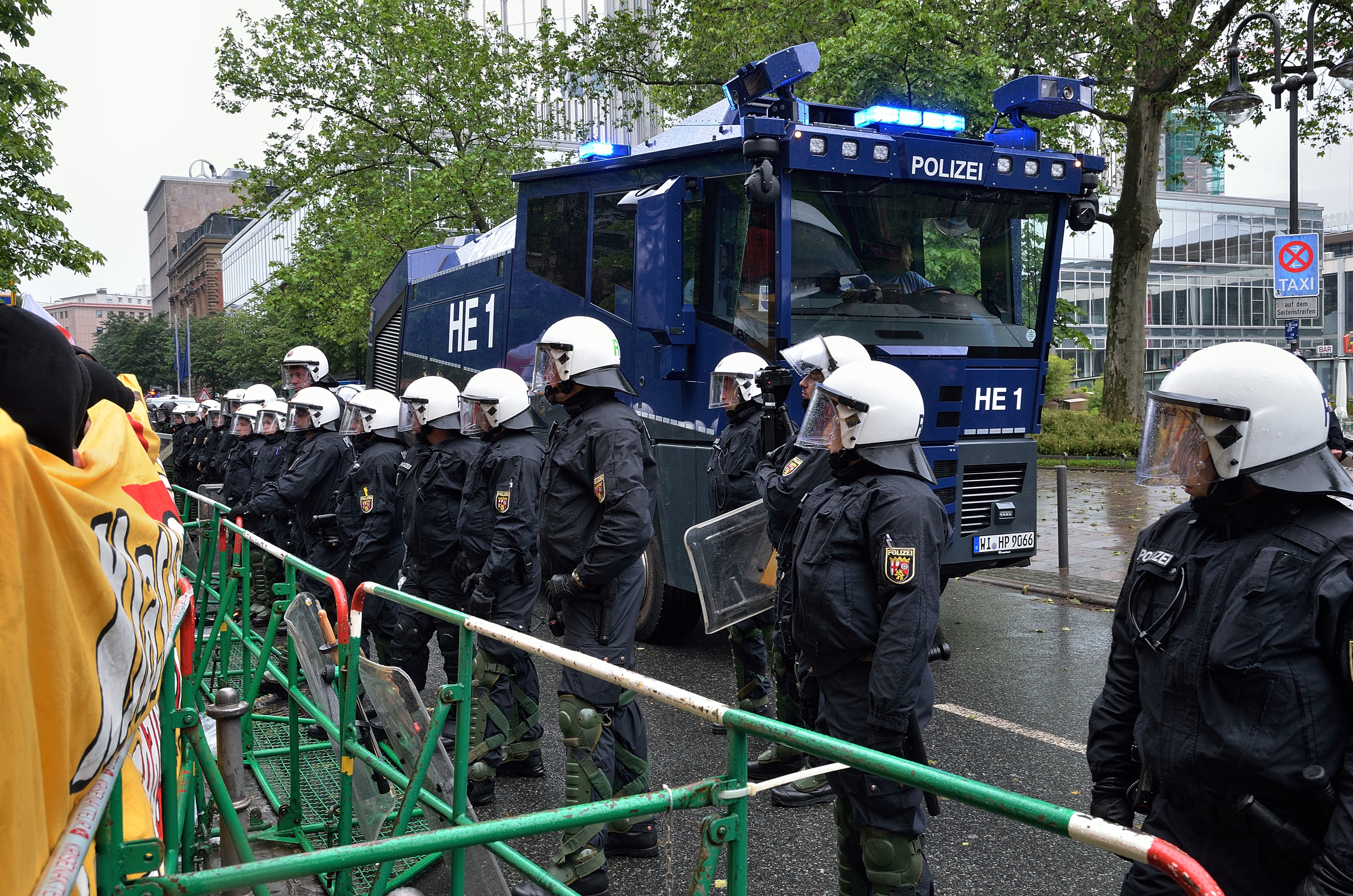
Absperrmaßnahmen um die Europäische Zentralbank bei Blockupy 2013

Zum diesbezüglichen Repertoire an Polizeimaßnahmen gehören Ullrich zufolge Demonstrations- und Aufenthaltsverbote, Verweigerung des Zugangs zum primären Geschehen, Armierung, Informationsgenerierung, „einschließende Begleitung“ und Videoüberwachung von Demonstranten. Letztere verursache Verunsicherung und schrecke von der Teilnahme ab, produziere aber andererseits „Gefühle von Ausgrenzung und Stigmatisierung“, die das Aggressionspotential der Teilnehmer noch anstacheln könnten. Dabei würden die Grenzen zwischen Kriminalprävention und Repression verschwimmen.
Petzold und Pichl stellten im Kriminologischen Journal 2013 am Beispiel von Blockupy fest, summit policing sei eine Strategie der „sozialen Kontrolle von Dissenz“. Die Polizei würde verstärkt mit prognostischen Techniken arbeiten, um potentielle Störer identifizieren zu können, durch Kommunikationsmanagement die Deutungshoheit über die Situation zu gewinnen versuchen und einen permanenten Ausnahmezustand herstellen, der den Bürgerrechten entgegenstünde. In Deutschland bedeute dies unter anderem Kontrollen im Vorfeld, Polizeikessel, selektive Zugriffe gegen Demonstranten, die „Vorhaltung starker, jederzeit zur Dominanz fähiger Einsatzkräfte“ und die Schaffung von Räumen zum Zweck der Kriminalisierung und Kontrolle von Aktivisten.

### „Rote Zonen“, Inbesitznahme und Umwidmung öffentlichen Raumes

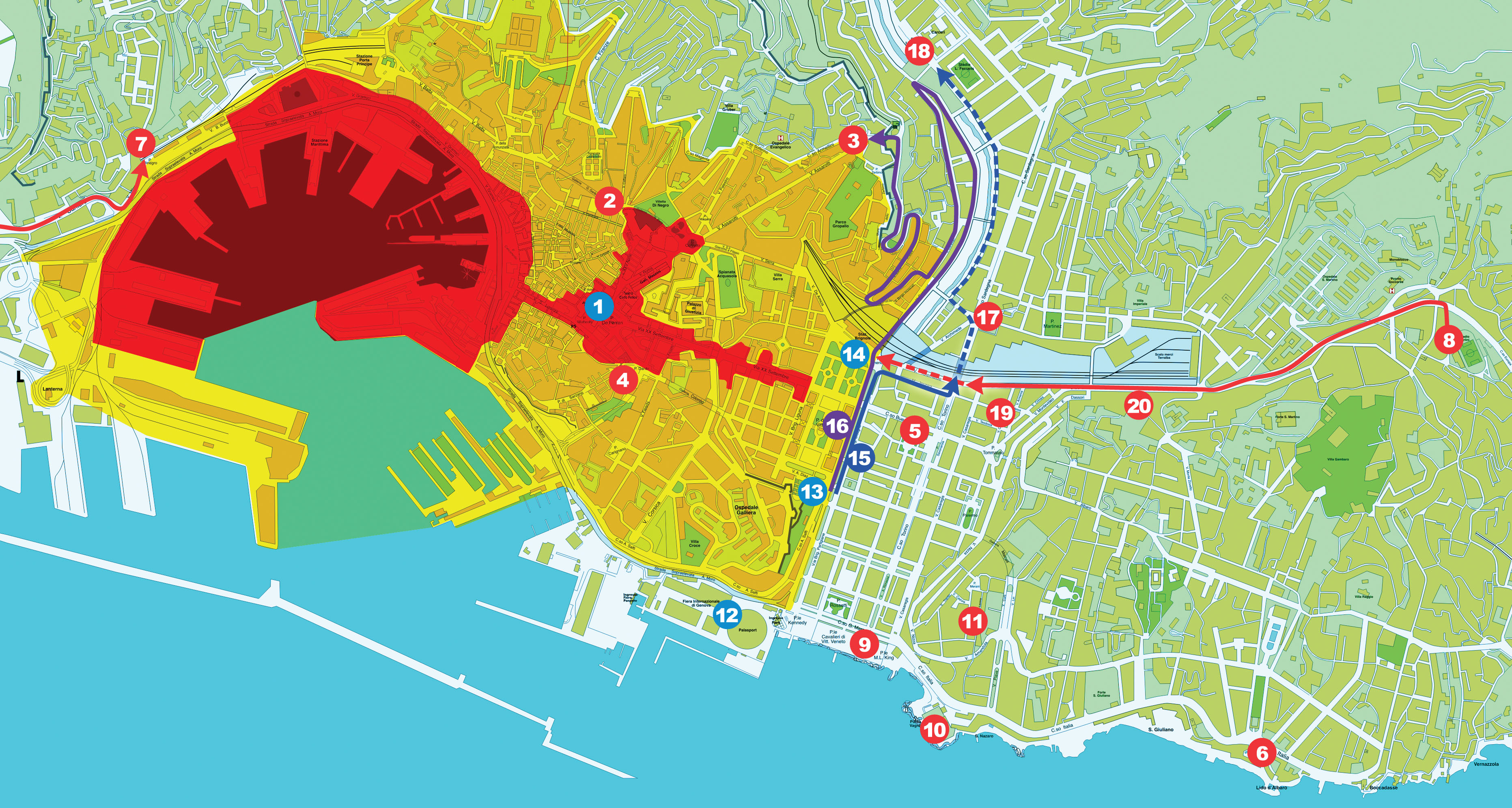
Karte der Flächennutzung der Stadt während des G8-Gipfels in Genua 2001: gelbe Zone mit begrenztem Zugang und rote Zone mit stark eingeschränktem Zugang.

Dies könne durch das Absperren ganzer Zonen mittels Polizeigitter sowie den Einsatz von Beweissicherungs- und Festnahmeeinheiten, Reiterstaffeln, Räumpanzern und Wasserwerfern geschehen. Aktivisten würden damit vom Ort des Geschehens ferngehalten und dieser abgeschottet. Damit werden vorübergehend öffentliche Räume in No-go-Areas („rote Zonen“) verwandelt, zu denen die allgemeine Öffentlichkeit keinen oder nur noch eingeschränkten Zugang erhält, unabhängig davon, ob sie protestieren will oder nicht. Dies läuft auf einen „Kampf“ um öffentlichen Raum hinaus; beispielsweise konnte der Bürgermeister von Seattle 1999 aufgrund des Notstandsrechts eine protestfreie Zone um das Kongresszentrum einrichten und eine nächtliche Ausgangssperre verhängen. Beim dritten Amerika-Gipfel 2001 in Québec errichteten die Behörden im Voraus einen vier Kilometer langen und drei Meter hohen Zaun aus Stahl und Beton um ein öffentliches Gebiet, das dann nur noch von Delegierten des Gipfels und seinen Bewohnern betreten werden durfte. Diese Einschränkung eines öffentlichen Forums kann als Ausdruck der Privatisierung öffentlichen Raumes im Neoliberalismus gesehen werden.

### Zugangserschwerung, geographische Verlagerung, Polizeikessel
Weitergehend ist es möglich, Protestierenden den Zugang zur Stadt oder über Grenzkontrollen sogar dem Land des Gipfels zu verwehren oder zu erschweren und die Veranstaltungsorte über die physische Sicherung hinaus in entlegene Gebiete zu verlegen, in denen Massenproteste verunmöglicht werden sollen, wie es seit dem G8-Gipfel in Genua beim G8-Gipfel in Kananaskis 2002, dem G8-Gipfel in Évian-les-Bains 2003 beim G8-Gipfel in Gleneagles 2005 und beim G7-Gipfel auf Schloss Elmau 2015 der Fall war. Während diese Vorgehensweise im kanadischen Kananaskis erfolgreich war, verhinderte sie Proteste weder in Gleneagles, noch beim G8-Gipfel in Heiligendamm 2007. Gegenmaßnahmen der Demonstranten können das Demonstrationskonzept Out of Control und die Fünf-Finger-Taktik sein, die ein Umfließen oder Umgehen der Polizeiketten durch Kleingruppen vorsehen. Darüber hinaus kann die Methode zur geographischen Verlagerung der Protestveranstaltungen führen, wie dies seit 2006 beim Weltwirtschaftsforum in Davos der Fall ist. 2006 direkt in Davos zu demonstrieren, bedeutete, von der Schweizer Bundespolizei durchsucht und in eine von ihr geschaffene Extremistendatei aufgenommen zu werden. Die Schaffung von No-go-Areas kann also auch von der Einrichtung einer offiziellen, kontrollierten und begrenzten Protestzone begleitet sein, die sich kilometerweit entfernt vom Schauplatz des Gipfels befindet. Polizeikessel kamen verschiedentlich, beispielsweise beim G20-Gipfel in Toronto 2010 vor.

### Polizeiausrüstung, -bewaffnung und internationale Zusammenarbeit

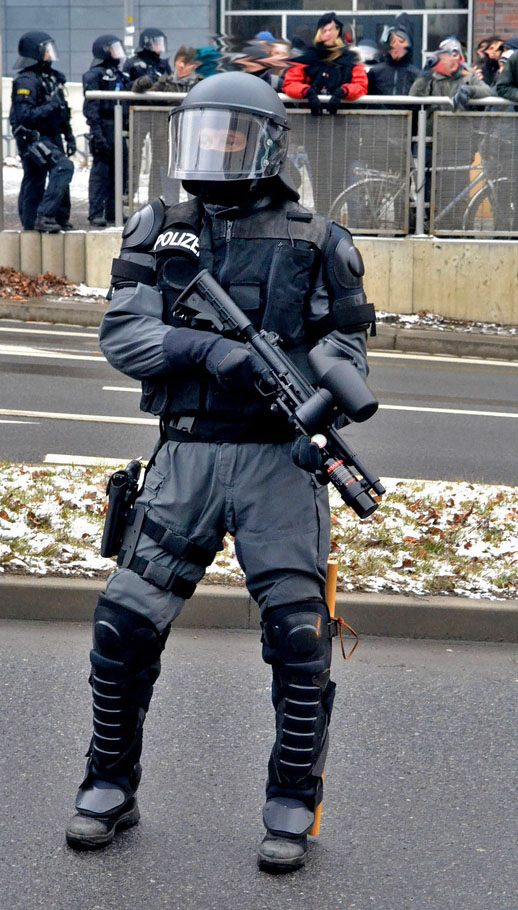
Ein SEK-Polizist mit Helm, Körperschutz, Pepperball-Gewehr, Bambusstock und Dienstwaffe

Die Einführung von POMS (Public Order Management Systems), zunächst in den Vereinigten Staaten, beinhaltete auch neue Ausrüstung und Technologien der Polizei.
Seit etwa 1970 wurden ausgefeilte Kommunikationssysteme, neue Schutzausrüstung (Körperschutzausstattung, Helme mit Plexiglasvisieren) und Waffen (Schlagstöcke, Gummigeschosse, CS-Gas, Pfefferspray) eingeführt. Schallkanonen wurden beim G20-Gipfel in Toronto 2010 mitgeführt, aber nicht verwendet, Schockgranaten unter anderem und neben Pfefferspray, Gummigeschossen und Tränengas 1999 in Seattle und beim G-20-Gipfel in Pittsburgh 2009 eingesetzt. Gummigeschosse fanden auch 2000 in Washington, D.C. bei Protesten gegen ein Treffen des Internationalen Währungsfonds und der Weltbank Verwendung.
Über die Verbreitung in den Vereinigten Staaten hinaus findet bezüglich POMS auch internationale Schulung statt, so etwa in Indonesien. In ähnlicher Weise trainierten amerikanische und französische Spezialisten mexikanische Eliteeinheiten, um sie auf den EU-Lateinamerika-Gipfel in Mexiko 2004 vorzubereiten. Eine italienische Spezialeinheit, die für einen Angriff auf Gegner des G8-Gipfels in Genua verantwortlich war, war vorher von Polizisten in Los Angeles trainiert worden.

### Medienkampagnen
Medienkampagnen und Pressekonferenzen durch die Polizei, auch mit dem Einsatz von Embedded Journalists, können mit dem Ziel, polizeiliche Maßnahmen darzustellen, zu rechtfertigen und vor den Gefahren der Proteste auch unter Zuhilfenahme ausgefallener Bedrohungsszenarien zu warnen, bereits im Vorfeld einer Gipfelveranstaltung beginnen, wie dies beispielsweise vor dem Weltwirtschaftsforum 2002 der Fall war. Die mediale Darstellung militarisierter Polizeiaktionen schwächt den Protest bereits vor der Veranstaltung.
Wenn die Anreise ausländischer Demonstranten erwartet wird, können hierbei nationalistische und fremdenfeindliche Gefühle der einheimischen Bevölkerung, sowie Ängste vor Anarchisten und Terroristen geschürt und ausgenutzt werden. So wurde vor dem EU-Festakt am 1. Mai 2004 in Dublin vor der möglichen Anreise von 15.000 europäischen und Londoner Anarchisten (WOMBLES) und einem damit verbundenen Blutbad gewarnt. Tatsächlich kamen etwa 5000 Demonstranten und ein Blutbad blieb aus.
Der Polizei kommt zugute, dass Massenmedien, seriös oder auch dem Boulevard zuzuordnen, bei Gipfeltreffen bevorzugt über das Thema der Gewalt berichten, ob sie nun erwartet wird, ausbleibt oder tatsächlich stattfindet. Bei der fotografischen Darstellung des Todes von Carlo Giuliani 2001 in Genua fiel auf, dass die Fotoauswahl der Presse Giuliani selektiv eher als den Täter darstellte, der Polizisten mit einem Feuerlöscher angriff, als die in einer Blutlache liegende, vom Polizeijeep überrollte Leiche zu zeigen. Es gehört zum „Geschäft“ der Medien, bevorzugt über dramatische und gewaltbezogene Ereignisse zu berichten und sich dabei bevorzugt auf offizielle Quellen, wie die Verlautbarungen der Polizei zu verlassen, was vom Ursprung der Proteste ablenken und das Bild der Demonstranten verzerren kann.

### Erweiterung des Terrorismusbegriffes
Seit etwa 1999 wurde der Begriff des „Terroristen“ über militante Tierschützer (Animal Liberation Front) und Umweltaktivisten bis hin zu Globalisierungsgegnern ausgedehnt. In den Vereinigten Staaten wurde „das Recht auf Protest mit der Bedrohung des Terrorismus verschmolzen“ und auch in Europa gab es den Versuch von Sicherheitsbehörden, Globalisierungsgegner oder, in England, Umweltschutzaktivisten, mit (zukünftigen) Terroristen gleichzusetzen. Beim G8-Gipfel in Heiligendamm ging die deutsche Polizei 2007 in der Verwendung des Begriffes „terroristischer Bedrohung“ weiter, als die anderer Länder – sie rechtfertigte vorbeugende Razzien gegen Globalisierungsgegner mit der Behauptung, diese hätten eine neue terroristische Gruppe aufgebaut. Damit wurde ein eigentlich politischer Konflikt auf ein Problem der Polizeiarbeit reduziert.

### Weitere Möglichkeiten

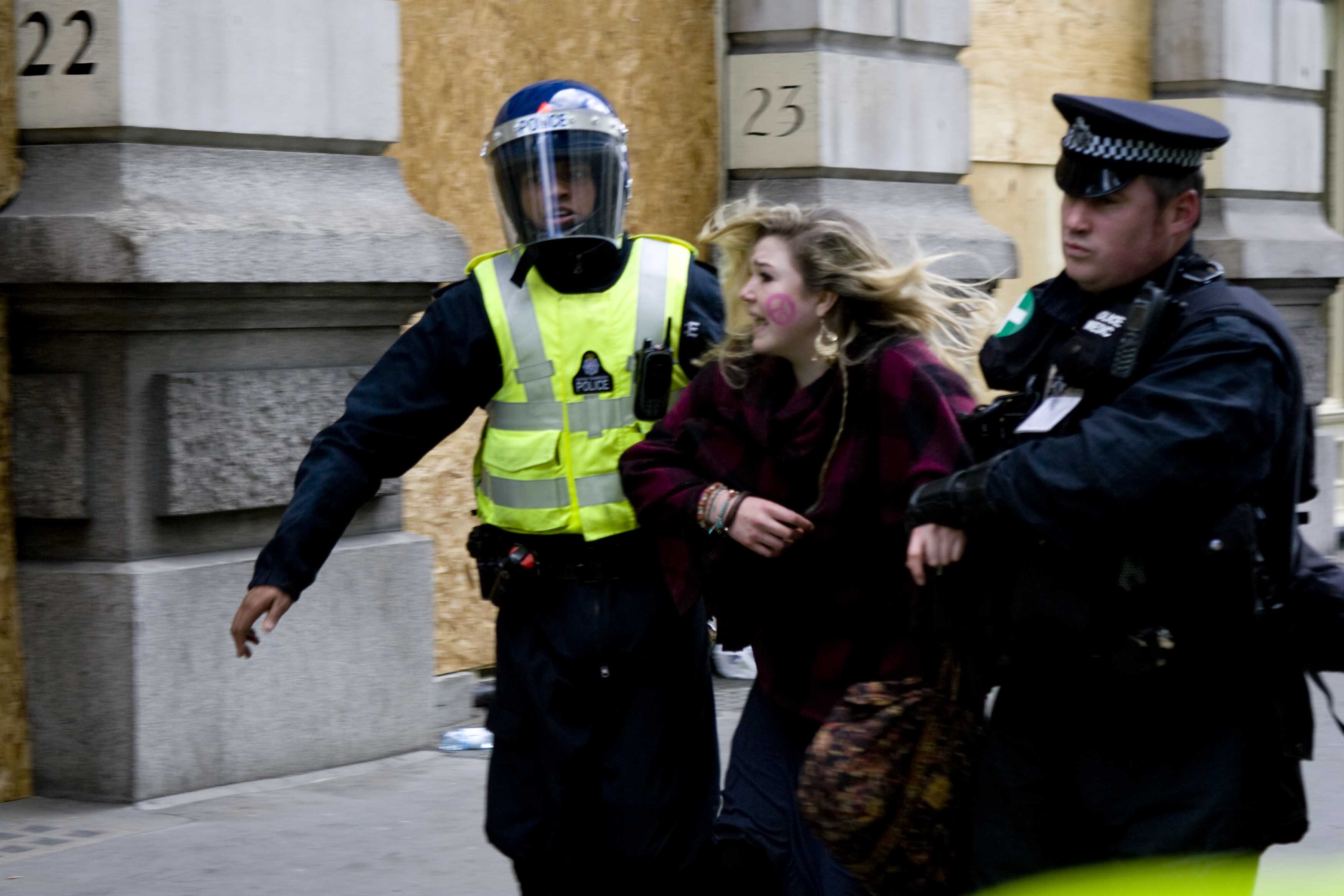
Festnahme einer Demonstrantin beim G-20 Summit on Financial Markets and the World Economy 2009 in London

Andere Optionen des summit policing bestehen in der Verlegung des Gipfels in ein autoritär geführtes Land, in dem offener politischer Protest nicht, etwa in Katar (siehe Doha-Runde) oder wie in Singapur nur unter stark regulierten Bedingungen, toleriert wird.
Politische Aktivisten können verstärkt überwacht und belästigt werden, bis hin zu vorbeugenden Festnahmen und temporärer Aussetzung politischer und demokratischer Rechte. Die Bereitstellung 700 freier Gefängniszellen für den Bedarfsfall geschah beispielsweise 2005 bei der World Trade Organization Ministerial Conference in Hongkong.
Das Repertoire des Summit policing beinhaltet auch die Misshandlung Gefangener und die Blockade von Demonstrationszügen. Deren polizeiliche Infiltration auch durch Agents provocateurs konnte 2007 in Heiligendamm beobachtet werden: Polizisten, die sich als Mitglieder des Schwarzen Blocks verkleidet hatten, begannen Steine auf ihre uniformierten Kollegen zu werfen. Obwohl sie von Demonstranten enttarnt werden konnten, was die Steinwürfe stoppte, starteten die regulären Einsatzkräfte einen Abwehrangriff mit einem Wasserwerfer, so dass das Ziel der Provokation erreicht war.
Die Störung von Orten, wo sich Protestierende treffen, Personen und Gruppen übernachten, essen und Informationen austauschen, sowie ihre elektronische Überwachung zur Informationsgewinnung sind weitere polizeiliche Mittel.
Je nach der Rechtsprechung des betreffenden Landes wird auch militärische Unterstützung angefordert, wie dies 2004 in Dublin und 2002 beim G8-Gipfel in Kananaskis der Fall war. In Deutschland ist der Einsatz der Streitkräfte im Inneren starken Beschränkungen ausgesetzt.